# 時の河を越えて
「時の河を越えて」（ときのかわをこえて）は、うしろ髪ひかれ隊のデビュー・シングル。1987年5月7日発売。発売元はキャニオン・レコード（現・ポニーキャニオン）。

## 解説
- おニャン子クラブの在籍メンバー、工藤静香（会員番号38番）・生稲晃子（会員番号40番）・斉藤満喜子（会員番号42番）が組んだユニットのデビュー・シングル。
- 解散した「うしろゆびさされ組」の後を追う形で、CX系列テレビアニメ『ハイスクール!奇面組』のオープニングテーマ及びエンディングテーマに採用された。
- 1988年3月10日に発売されたVHS『Made in Hawaii』には、ハワイでメンバーを撮影したPVが2曲とも収録されている。
- 『夕やけニャンニャン』等テレビで歌唱されるソロパートがレコードでのソロパートと大幅に違う(テレビでは工藤のパートが多い)。このテレビバージョンに準じる形でアルバムバージョンは製作されている。
- 工藤静香が1999年に行なったコンサート・ツアーでは、セットリストに「時の河を越えて」が組み込まれた。なお、NHKホール（同年6月30日）でのライヴを収録したDVD『工藤静香 Full of Love Concert Tour 1999』が1999年9月17日に発売リリースされ、20周年DVD-BOX『Shizuka Kudo THE LIVE DVD COMPLETE BOX』（2007年9月19日発売）にも収録されている。

## 収録曲
- 全作詞：秋元康、作曲・編曲：後藤次利

1. 時の河を越えて
  - アルバム『うしろ髪ひかれ隊』には、ボーカル及びアレンジを新録したバージョンが収録されている。
    - CX系テレビアニメ『ハイスクール!奇面組』オープニングテーマ
    - CX系『月曜ドラマランド』エンディングテーマ
    - ローソン CMソング
2. うしろ髪ひかれたい
  - アルバム『うしろ髪ひかれ隊』には、本音源にリミックスを施したバージョンが収録されている。
    - CX系テレビアニメ『ハイスクール!奇面組』エンディングテーマ

## 収録作品
- うしろ髪ひかれ隊
- うしろゆびさされ組+うしろ髪ひかれ隊 SINGLESコンプリート
- MYこれ!クション うしろ髪ひかれ隊BEST
- おニャン子クラブA面コレクション Vol.5 (#1)
- おニャン子クラブB面コレクション Vol.5 (#2)
- ミレニアム・ベスト (工藤静香のアルバム) (#1)
- Myこれ!Lite うしろ髪ひかれ隊 (#1)

## カバー
| 曲名           | アーティスト                                                          | 収録作品                                                            | 発売日        | 備考                                            |
| -------------- | --------------------------------------------------------------------- | ------------------------------------------------------------------- | ------------- | ----------------------------------------------- |
| 時の河を越えて | ザ・かぷっちゅ (水樹奈々・福圓美里・こやまきみこ・釘宮理恵・千葉紗子) | シングル「ロザリオとバンパイア キャラクターソング6 ザ・かぷっちゅ」 | 2008年3月26日 | アニメ『ロザリオとバンパイア CAPU2』第1話挿入歌 |

## その他
- テレビアニメ『かみちゅ!』の第8回（DVD版では第9話）サブタイトル「時の河を越えて」は、当シングルに由来する。